# Thomas Taber II.
Thomas Taber II. (* 19. Mai 1785 in Dover, New York; † 21. März 1862 in Roslyn, New York) war ein US-amerikanischer Politiker. In den Jahren 1828 und 1829 vertrat er den Bundesstaat New York im US-Repräsentantenhaus.

## Werdegang
Thomas Taber II. wurde ungefähr zwei Jahre nach dem Ende des Unabhängigkeitskrieges in Dover geboren und wuchs dort auf. Er besuchte Gemeinschaftsschulen und ging dann der Landwirtschaft nach. 1826 saß er in der New York State Assembly. Politisch gehörte er der Jacksonian-Fraktion an. Er wurde am 5. November 1828 in das US-Repräsentantenhaus in Washington, D.C. gewählt, wo er die Vakanz füllen sollte, die durch den Rücktritt von Thomas J. Oakley entstand. Nach dem 3. März 1829 schied er aus dem Kongress aus. Er starb am 21. März 1862 in Roslyn und wurde auf dem Friends Cemetery in Westbury beigesetzt. Zu jener Zeit ging das erste Jahr des Bürgerkriegs zu Ende. Sein Sohn war der Kongressabgeordnete Stephen Taber.